# Kogi (LGA de Kogi)
Kogi é uma área de governo local Local em Kogi (estado), Nigéria delimitado por Níger (estado) e o rio Níger no oeste, o Território da Capital Federal ao norte, Nasarawa (estado) ao leste  e o rio Benue a sua confluência com o Niger no sul. Sua sede fica na cidade de Koton Karfe (ou Koton Karifi) na rodovia A2.
Possui uma área de 1.498 km² e uma população de 115.900 no censo de 2006.
O código postal da área é 260.